# Dino Staffa
Dino Staffa (ur. 14 sierpnia 1906 w Santa Maria in Fabriago, zm. 7 sierpnia 1977 w Rzymie) – włoski duchowny katolicki, wysoki urzędnik Kurii Rzymskiej, kardynał.

## Życiorys
Kształcił się w seminarium duchownym w rodzinnej diecezji Imola, a następnie w Bolonii (uzyskał tam doktorat z teologii) i Rzymie (doktorat utroque iure). Święcenia kapłańskie otrzymał 25 maja 1929 z rąk biskupa Paolino Giovanni Tribbioli OFMCap., ordynariusza Imoli. Początkowo służył w rodzimej diecezji, lecz od roku 1933 był kapłanem diecezji rzymskiej. W latach 1941–1944 wykładał historię i prawo kanoniczne w Ateneum Laterańskim. Od 20 listopada 1944 audytor Roty Rzymskiej. Na urzędzie tym pozostał do roku 1958, kiedy to 18 grudnia mianowany został sekretarzem Kongregacji ds. Seminariów i Uniwersytetów.
3 września 1960 otrzymał nominację na arcybiskupa tytularnego Cesarea di Palestina. Sakry w bazylice watykańskiej udzielił mu papież Jan XXIII. 7 kwietnia 1967 został proprefektem Sygnatury Apostolskiej. Na konsystorzu z czerwca tego samego roku otrzymał kapelusz kardynalski z tytułem prezbitera Sacro Cuore di Cristo Re. 26 marca 1969 podniesiony do tytułu prefekta Sygnatury Apostolskiej. Na urzędzie tym pozostał już do śmierci. Pochowany został w Imoli.